# Aunque no sea conmigo (película)
Aunque no sea conmigo es una película dramática costarricense dirigida por Rodrigo Tannure. Fue estrenada el 3 de febrero de 2022.

## Argumento
Una joven estudiante muy aplicada debe ayudar a la estrella de baloncesto de la secundaria para que pase los exámenes y pueda jugar el partido final, pero ambos descubren que el otro es muy diferente de lo que pensaban.

## Reparto
- Douglas Castillo
- Krisdel Badilla
- Luis Blanco
- Marielos Echeverria
- Aaron Göch
- Adriana Moya
- Johan Lizano